# Owsiannikowskaja (obwód wołogodzki)
Owsiannikowskaja (ros. Овсянниковская) – wieś w Rosji, w rejonie tarnoskim obwodu wołogodzkiego. W 2021 r. była niezamieszkana.